# ديان بروكس
ديان بروكس (بالإنجليزية: Dianne Brooks)‏ هي عازفة الجاز أمريكية، ولدت في 3 يناير 1939، وتوفيت في 29 أبريل 2005.

## وصلات خارجية
- ديان بروكس على موقع ميوزك برينز (الإنجليزية)
- ديان بروكس على موقع ديسكوغز (الإنجليزية)